# Z-19 Hermann Künne
Z-19 Герман Кюнне (нем. Z-19 «Hermann Künne») — немецкий эскадренный миноносец типа 1936.
Назван в честь матроса Германа Кюнне, погибшего 23 апреля 1918 года при отражении атаки британского десанта в Зеебрюгге.
Заложен 5 октября 1936 года на верфи фирмы «Deutsche Schiff und Maschinenbau AG» в Бремене. Спущен на воду 22 декабря 1937 года и 12 января 1939 года вступил в строй. После вступления в строй был приписан к 5-му дивизиону эскадренных миноносцев Кригсмарине. По состоянию на сентябрь 1939 года бортовой № 52.

## История службы

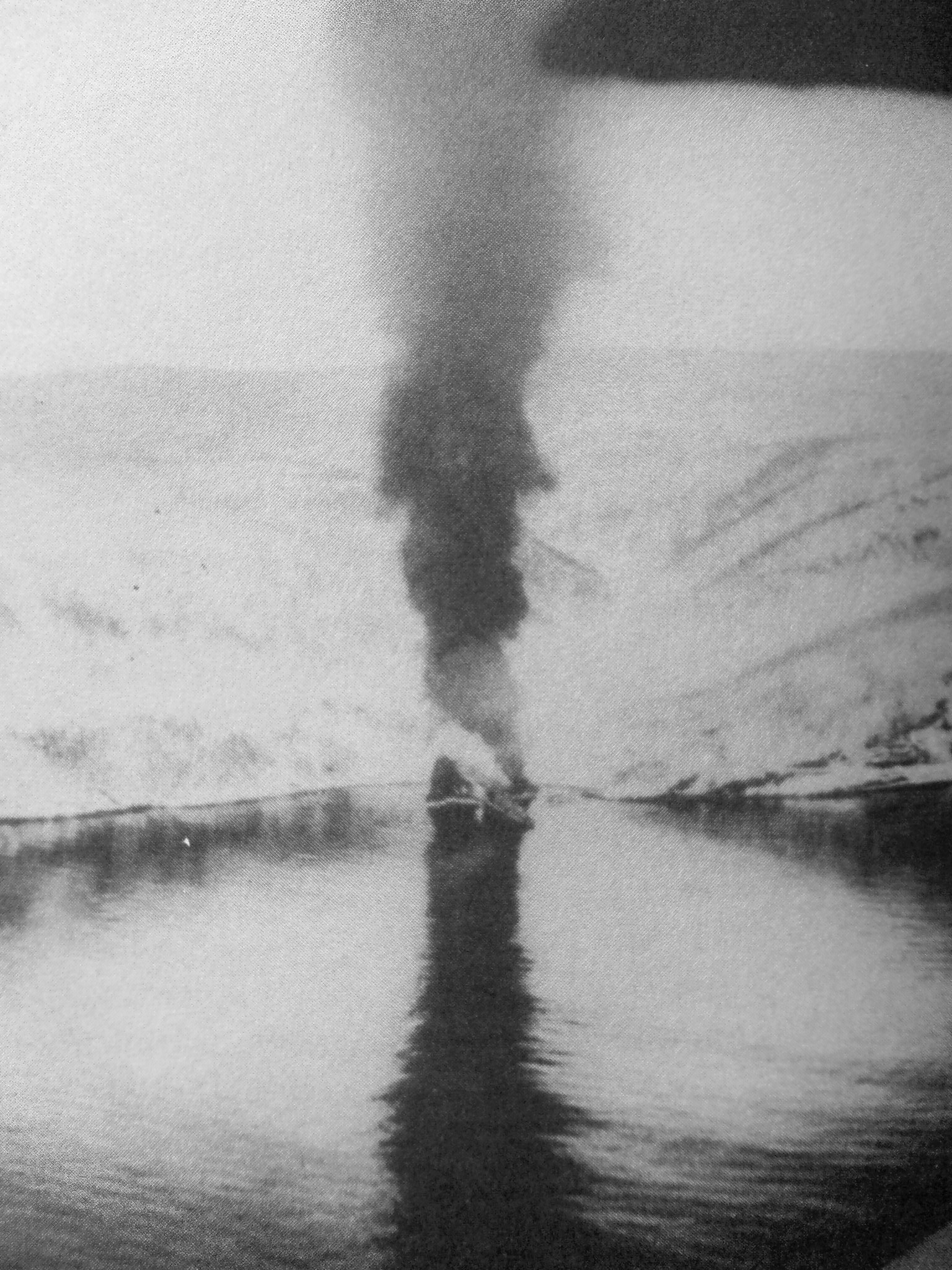
Герман Кюнне, горящий в Херьянгсфьорде 13 апреля 1940 года.

24 мая 1939 года повреждён во время шторма в Северном море.
Принимал участие в оккупации Мемеля (май 1939).
С октября 1939 года по февраль 1940 года действовал в Северном море и Балтийских проливах, участвуя в минно-заградительных операциях у восточного побережья Великобритании. 13 октября на минах, выставленных в устье Темзы, подорвались британский минный заградитель «Эдвенчер» и эскадренный миноносец «Бланш», последний затонул
1 декабря 1939 года вошёл в состав 3-й флотилии эскадренных миноносцев Кригсмарине.
В первой половине апреля 1940 года участвовал в операции «Везеребюнг», входя в состав Нарвикской группы. 10 апреля 1940 года участвовал в первом бою у Нарвика.
13 апреля участвовал во втором бою у Нарвика. После боя с британскими кораблями, израсходовав весь боезапас, выбросился на берег в Херьянгсфьорде 68°31′ с. ш. 17°35′ в. д.. В 15 часов 13 минут подорван экипажем и попаданием с дистанции 25 кабельтовых торпеды с британского эсминца «Эскимос».
В 1941 году был частично разобран на металл германской фирмой «Eisen & Metall», окончательно корпус корабля был разобран в период с 1960 года по 1963 год.

## Командир корабля
| Имя и звание                   | Время службы                    |
| ------------------------------ | ------------------------------- |
| корветтен-капитан Фридрих Коте | 12 января 1939 — 13 апреля 1940 |